# Tácticas navales
Las Tácticas y doctrinas navales es el nombre colectivo de los métodos para enfrentarse y derrotar a un barco o flota enemiga en una batalla en el mar durante una guerra naval, el equivalente naval de las tácticas militares en tierra.
Las tácticas navales son distintas de la estrategia naval. Las tácticas navales se ocupan de los movimientos que hace un comandante en la batalla, generalmente en presencia del enemigo. La estrategia naval se refiere a la estrategia general para lograr la victoria y los grandes movimientos mediante los cuales un comandante o comandante asegura la ventaja de luchar en un lugar conveniente para él.
Las tácticas navales modernas se basan en doctrinas tácticas desarrolladas después de la Segunda Guerra Mundial, tras la obsolescencia del acorazado y el desarrollo de misiles de largo alcance. Dado que no ha habido ningún conflicto naval importante desde la Segunda Guerra Mundial, aparte de la Guerra indo-pakistaní de 1971 y la guerra de las Malvinas en 1982, muchas de estas doctrinas reflejan escenarios desarrollados con fines de planificación. Los críticos argumentan que el colapso de la Unión Soviética y la subsiguiente reducción en el tamaño y las capacidades de la Armada rusa hace que la mayoría de estos escenarios de flota sobre flota sean obsoletos.

## Conceptos clave

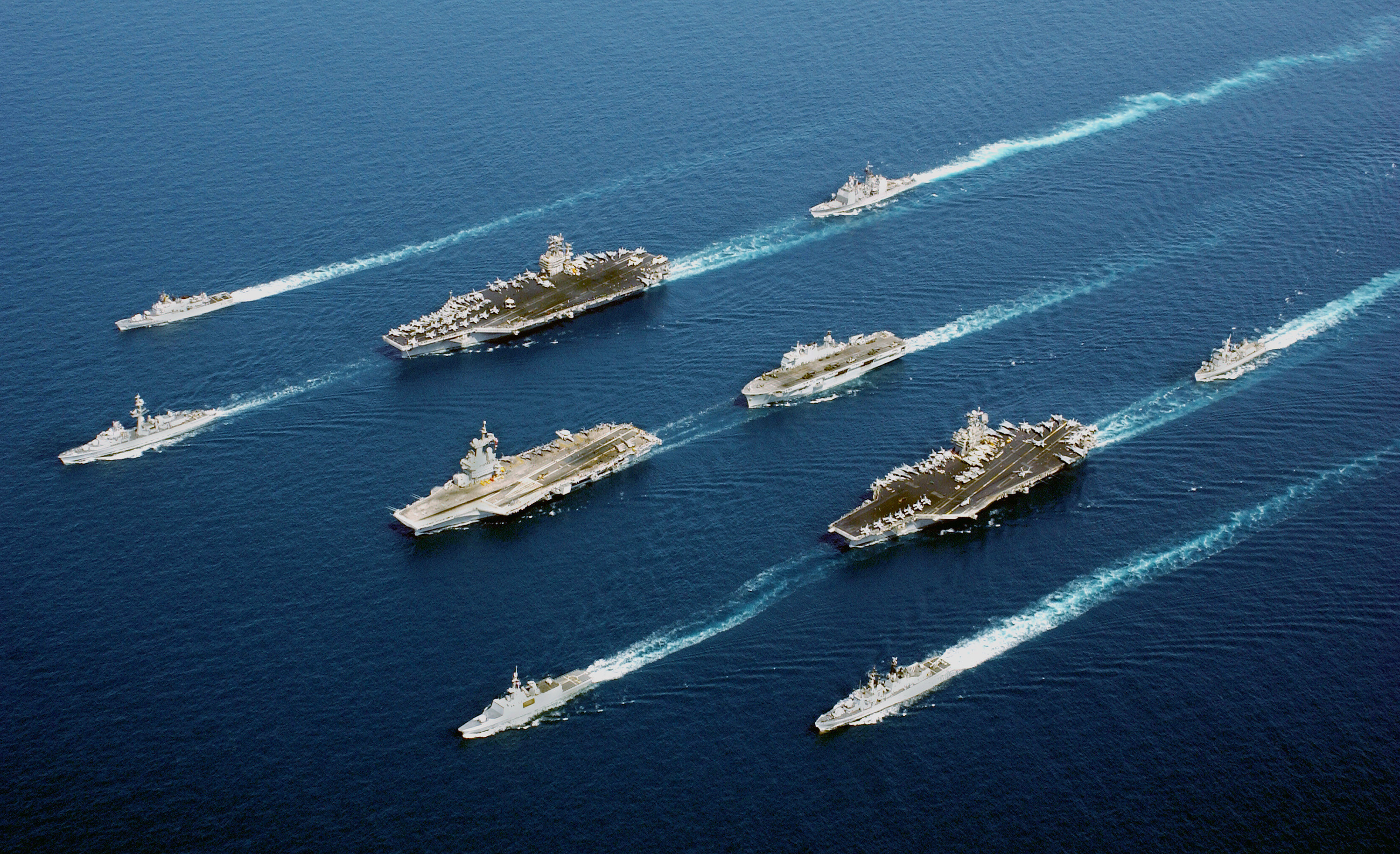
Una flota multinacional de cinco países, durante la Operación Libertad Duradera en el Mar de Omán. En cinco columnas descendentes, de arriba a la izquierda a abajo a la derecha::, ;, Charles de Gaulle, ;,,, HNLMS Van Amstel; and

Un concepto central en la guerra de flotas navales modernas occidentales es el espacio de batalla: una zona alrededor de una fuerza naval dentro de la cual un comandante confía en detectar, rastrear, atacar y destruir amenazas antes de que representen un peligro. Como en todas las formas de guerra, un objetivo crítico es detectar al enemigo mientras se evita la detección.
El mar abierto proporciona el espacio de batalla más favorable para una flota de superficie. La presencia de tierra y la topografía de un área limitan el espacio de batalla, disminuyen las oportunidades de maniobrar, facilitan que un enemigo prediga la ubicación de la flota y dificultan la detección de fuerzas enemigas. En aguas poco profundas, la detección de submarinos y minas es especialmente problemática.
Un escenario que fue el foco de la planificación naval estadounidense y de la OTAN durante la Guerra Fría fue un conflicto entre dos flotas modernas y bien equipadas en alta mar, el choque de los Estados Unidos/OTAN y la Unión Soviética/Pacto de Varsovia. Debido a que la Guerra Fría terminó sin una guerra total directa entre los dos bandos, el resultado de tal acción sigue siendo hipotético, pero se entendió ampliamente que incluía, hacia fines de la Guerra Fría, múltiples salvas de misiles antibuque contra los estadounidenses y los intentos de los EE UU de lanzar ataques aéreos contra bases terrestres y/o flotas soviéticas. Dada la eventual efectividad sorpresa estratégica de los misiles antibuque, el resultado de tal hipotético choque estaría lejos de estar claro.
La consideración principal es para el grupo de batalla de portaaviones (CVBG). Los críticos de la doctrina naval actual argumentan que aunque es poco probable que ocurra una batalla naval de este tipo en un futuro previsible, el pensamiento de la Guerra Fría continúa dominando la práctica naval.. Sin embargo, otros apuntan hacia el aumento de los presupuestos navales de Rusia y el sur y este de Asia como una posibilidad de que el combate naval convencional en el futuro pueda volver a ser relevante.
Las tácticas navales y los sistemas de armas se pueden categorizar según el tipo de oponentes contra los que están destinados a luchar. La guerra antiaérea (AAW, siglas en inglés) implica la acción contra aviones y misiles entrantes. La guerra antisuperficie (ASuW) se centra en atacar y defenderse de los buques de guerra de superficie. La guerra antisubmarina (ASW) se ocupa de la detección y destrucción de submarinos enemigos.
La amenaza clave en el combate naval moderno es el misil de crucero aerotransportado, que puede lanzarse desde plataformas de superficie, subterráneas o aerotransportadas. Con velocidades de misiles que van hasta Mach 4, el tiempo de ataque puede ser de solo segundos y dichos misiles pueden diseñarse para "rozar el mar" a meros metros sobre la superficie del mar. Se argumentó que la clave para una defensa exitosa era destruir la plataforma de lanzamiento antes de que disparara, eliminando así una serie de amenazas de misiles a la vez. Esto no siempre es posible, por lo que los recursos de guerra antiaérea (AAW) deben equilibrarse entre las batallas aéreas exteriores e interiores. Las tácticas de misiles ahora son principalmente disparar y olvidar a la manera de Harpoon o Exocet o que utilice la orientación sobre el horizonte, como Tomahawk o Silkworm. La defensa antimisiles de corto alcance en la era moderna depende en gran medida de los sistemas de armas de corto alcance (CIWS) como Phalanx CIWS o Goalkeeper CIWS.
Aunque viajan bajo el agua ya velocidades más bajas, los torpedos presentan una amenaza similar. Como es el caso de los misiles, los torpedos son autopropulsados y pueden lanzarse desde plataformas de superficie, subterráneas y aéreas. Las versiones modernas de esta arma presentan una amplia selección de tecnologías de búsqueda especialmente adecuadas para su objetivo particular. Hay muchos menos medios para destruir los torpedos entrantes en comparación con los misiles.
Los submarinos, como plataformas de lanzamiento subterráneas, presentan una importante amenaza para las operaciones navales convencionales. Los revestimientos anecoicos y los chorros de bomba ultrasilenciosos proporcionan a los submarinos modernos la ventaja del sigilo. El movimiento hacia las operaciones en aguas poco profundas ha aumentado considerablemente esta ventaja. La mera sospecha de una amenaza submarina puede obligar a una flota a comprometer recursos para eliminarla, ya que las consecuencias de un submarino enemigo no detectado pueden ser letales. La amenaza que representaron los submarinos británicos durante la guerra de las Malvinas de 1982 fue una de las razones por las que la Armada Argentina se vio limitada en sus operaciones. Un solo submarino en el mar también afectó las operaciones en la Guerra Indo-Paquistaní de 1971.
También se considera que las fuerzas navales convencionales proporcionan una capacidad de proyección de poder. En varias operaciones navales, el portaaviones se ha utilizado para apoyar a las fuerzas terrestres en lugar de proporcionar control aéreo sobre el mar. Los portaaviones se utilizaron de esta manera durante la Guerra del Golfo de 1991.